# Norma Kamali
Norma Kamali est une styliste américaine, née le 27 juin 1945 à New York.

## Biographie

### Jeunesse et formation
Norma Arraez naît à New York d'un père espagnol et d'une mère libanaise. Elle est scolarisée à la Washington Irving High School de Manhattan. Elle est attirée par la peinture durant sa jeunesse, mais, devant l'insistance de sa mère, apprend l'illustration de mode au Fashion Institute of Technology (FIT). Elle en sort diplômée en 1964,.

### Carrière
La jeune femme réalise des croquis pour les acheteurs de mode du fashion district, puis travaille en tant qu'employée de bureau chez Northwest Orient Airlines. Elle profite des réductions offertes par la compagnie à ses salariés afin de se rendre fréquemment en Europe pour suivre les tendances de la mode. Elle ouvre sa première boutique de vêtements avec son mari, Mohammed Houssein Kamali sur la 53e rue. Ils vendent des vêtements importés de Londres, où s'épanouit le Youthquake. Par la suite, Norma Kamali commercialise également ses propres créations, qu'elle dessine, taille et coud elle-même,. Elles sont présentées pour la première fois dans le magazine Vogue en 1970. Les Kamali divorcent en 1976. La même année, l'actrice Farrah Fawcett pose dans un maillot de bain une pièce conçu par la styliste. L'image est popularisée par une affiche créée pour promouvoir la série Drôles de dames (Charlie's Angels) et vendue à plusieurs millions d'exemplaires,.
En 1978, Norma Kamali ouvre une nouvelle boutique, baptisée On My Own (OMO). Parmi ses clientes figurent des célébrités comme la chanteuse Diana Ross et l'actrice Jacqueline Bisset. Ses vêtements sont également portés par Raquel Welch, ou encore par l'artiste Yoko Ono. La styliste fait partie des designers de mode ayant créé des costumes pour le film The Wiz. Dès le début des années 1980, elle se fait remarquer en réinterprétant des éléments clefs du sportswear : survêtement ou sweat-shirt lui servent de base pour une collection de prêt-à-porter qui sera largement copiée par la suite et lui donnera la reconnaissance. Au cours de cette décennie, Norma Kamali est récompensée à plusieurs reprises lors des Coty American Fashion Critics' Awards (en). Le Conseil des créateurs de mode américains (CFDA) la nomme « outstanding American talent in women's fashion design » en 1982. Elle lance une ligne de prêt-à-porter avec le groupe américain Jones (en), et se diversifie dans la chaussure, les vêtements pour enfants, les chaussettes et collants. Au cours des années 1990, elle lance 18008KAMALI, une ligne de vêtements à petits prix,. Son site web est inauguré dès 1996. En 2008, elle conclut un partenariat avec le distributeur américain Walmart afin de vendre des vêtements sous la marque NK for Wal-Mart.

### Autres activités
Depuis les années 2000, Norma Kamali travaille avec le département de l'Éducation de la ville de New York. Elle intervient deux fois par mois dans son ancien lycée de Manhattan, où elle enseigne la création de mode,.

## Style
Norma Kamali est reconnue pour son originalité. Elle a par exemple utilisé de la soie de parachute dans ses créations,. L'un de ses modèles les plus emblématiques est un manteau-sac de couchage. Elle s'inspire des vêtements de sport et utilise des matériaux communs. Elle a notamment recours au jersey de coton, tissu avec lequel sont fabriqués les sweatshirts,. Elle est qualifiée de « MacGyver du monde de la mode » (« a fashion world MacGyver »), en référence au personnage ingénieux de la série télévisée du même nom. Elle popularise notamment l'emploi des épaulettes dans la mode féminine des années 1980,.